# Ovoshnói otdeleniya Nº2 Sovjoza "Chelbaski"
Ovoshnói otdeleniya Nº2 Sovjoza "Chelbaski" (del ruso: Овощной отделения № 2 совхоза «Челбасский») u Ovoshnói (Овощной) es un posiólok del raión de Tijoretsk del krai de Krasnodar, en Rusia. Está situada en las llanuras de Kubán-Priazov, en la orilla derecha del arroyo Kozlova, afluente por la derecha del Chelbas, frente a Prigorodni, 5 km al oeste de Tijoretsk y 119 km al nordeste de Krasnodar, la capital del krai. Tenía 72 habitantes en 2010.
Pertenece al municipio Alekséyevskoye.